# Подлесье (Гомельская область)
Подлесье (бел. Падле́ссе) — деревня в Жлобинском районе Гомельской области Республики Беларусь. В составе Кировского сельсовета.

## География
Ближайший населённый пункт Бобовка и др.

### Транспортная сеть
Транспортные связи по просёлочной, а затем автомобильной дороге.

## История
До 9 августа 1962 года деревня входила в состав Бобовского сельсовета, до 20 июня 1985 года — в состав Староруднянского сельсовета, до 4 января 2002 года — в состав Майского сельсовета.

## Население
- 2009 год — 1 житель (перепись населения)[5]